# 江海街道 (无锡市)
江海街道，是中华人民共和国江苏省无锡市梁溪区下辖的一个乡镇级行政单位。2021年10月20日，撤销广益街道、广瑞路街道、上马墩街道、江海街道，设立新的广益街道。

## 行政区划
江海街道下辖以下地区：
风雷新村社区、江海社区、金海里社区、宁北社区、宁南社区和顺和里社区。